# Raión de Ushachi
Ushachi (en bielorruso: Ушацкі раён) es un raión o distrito de Bielorrusia, en la provincia (óblast) de Vítebsk. 
Comprende una superficie de 1 489 km².
El centro administrativo es la ciudad de Ushachi.

## Demografía
Según estimación 2010 contaba con una población total de 15 970 habitantes.